# John Rabe (Film)
John Rabe ist ein Spielfilm des deutschen Regisseurs Florian Gallenberger aus dem Jahr 2009. Das Filmdrama basiert auf der wahren Geschichte des „Schindlers von China“, John Rabe, der 1937 in der chinesischen Hauptstadt Nanjing über 250.000 Menschen gerettet hat. Der für 18 Millionen Euro produzierte Film wurde auf der Berlinale 2009 uraufgeführt und lief 2009 mit geringem Erfolg in den Kinos. Eine lange Fernsehfassung wurde erstmals im Oktober 2011 im ZDF ausgestrahlt.

## Handlung
Der Herbst 1937 ist gerade zu Ende gegangen. Seit über 27 Jahren lebt der Hamburger Kaufmann John Rabe mit seiner Frau Dora in der damaligen chinesischen Hauptstadt Nanjing. Er leitet die dortige Siemens-Niederlassung. Der Gedanke, die Firmenleitung seinem Nachfolger Fließ zu übergeben und nach Berlin zurückzukehren, fällt ihm schwer. Ihm ist das Land ans Herz gewachsen und er weiß, dass er hier ein Mann mit Einfluss ist, in der Berliner Zentrale jedoch nur einer von vielen. Während seines Abschiedsballs wird Nanjing von Fliegern der japanischen Armee bombardiert, die kurz zuvor bereits Shanghai eingenommen hat. Panik bricht aus und Rabe öffnet die Tore des Firmengeländes, um die schutzsuchenden Familien seiner Arbeiter in Sicherheit zu bringen. In einer Schlüsselszene ziehen die Menschen eine riesige Hakenkreuzfahne über ihre Köpfe, was die Kampfbomber davon abhält, weitere Schäden zu verursachen (das Deutsche Reich war zu der Zeit dabei, seine Verbündung von der Republik China auf das Japanische Kaiserreich zu verlagern).
Während am folgenden Morgen die Feuer gelöscht und Schäden begutachtet werden, beraten die in der Stadt verbliebenen Ausländer, was sie angesichts der Bedrohung tun können. Der deutsche Diplomat jüdischer Abstammung Dr. Rosen berichtet über Shanghai, wo es gelungen sei, eine Sicherheitszone für Zivilisten aufzubauen. Valérie Dupres, Leiterin des Girls College, ist sofort begeistert und schlägt John Rabe, als Deutscher gewissermaßen „Verbündeter“ der Japaner, als Vorsitzenden des Internationalen Komitees für die Sicherheit von Nanking vor. Dies trifft auf heftigen Unwillen bei Dr. Wilson, Chefarzt des örtlichen Krankenhauses, der eine starke Antipathie gegen den „Nazi“ Rabe hegt. Rabe wollte eigentlich am nächsten Tag die Heimreise antreten. Als er und Dora jedoch an Bord des Passagierschiffs mit dem flüchtenden diplomatischen Korps gehen, schaut sie in seine Augen und erkennt, dass er bleiben wird. Rabe wird dann Zeuge eines Fliegerangriffs auf das Schiff, nachdem es abgelegt hat und schwer beschädigt wird. Da er davon ausgehen muss, dass bei diesem Flugzeugangriff seine Frau ums Leben gekommen ist, ist er verzweifelt, stürzt sich dann aber in die Aufgabe der Organisation einer Sicherheitszone.
Unterdessen haben japanische Truppen viele chinesische Soldaten während eines Kampfes vor den Toren Nanjings gefangen genommen. Prinz Asaka Yasuhiko befiehlt, die Gefangenen zu exekutieren. Ein junger Major hat Bedenken wegen dieses Verbrechens, wird deswegen getadelt. Nanking wird dann brutal überrannt. John Rabe und dem Internationalen Komitee gelingt es jedoch, die japanischen Behörden dazu zu bringen, die Sicherheitszone anzuerkennen. Hunderttausende suchen Zuflucht, mehr als erwartet, und die Ressourcen werden überdehnt. Chinesische Soldaten sind offiziell nicht zugelassen. Als ein verwundeter Soldat während der Kämpfe doch ins Krankenhaus getragen wird, sucht ihn ein Trupp Japaner und erschießt ihn dann zusammen mit einigen Krankenhausmitarbeitern, sehr zum Entsetzen von Dr. Wilson.
Die Lage verschärft sich, als das Komitee feststellt, dass die Lebensmittelvorräte nur noch drei Tage reichen werden. Man fragt sich, warum das Girls College so viel Reis benötigt. Mme Dupres vertraut Rabe an, dass sie auf dem Dachboden viele chinesische Soldaten versteckt hält. Rabe ist bestürzt, als er bedenkt, dass, falls diese Soldaten von den Japanern entdeckt werden, dies das Ende der Sicherheitszone bedeutete. Mme Dupres erklärt ihm aber, dass sie diese Soldaten nur über ihre Leiche an die Japaner ausliefern würde.
Weitere Grausamkeiten folgen: Als ein japanischer Offizier eine Gruppe von zusammengebundenen chinesischen Kriegsgefangenen aus dem Girls College abmarschieren lassen will, fordert er noch 20 der Mädchen zum Mitnehmen dazu. Mme Dupres verweigert dies resolut und hört als Konsequenz, wie die Gefangenen erschossen werden. Langshu, eines der Mädchen aus der Schule, ist eine begeisterte Fotografin und dokumentiert die Gräueltaten. Zum Ärgernis von Frau Dupres schleicht sie dazu auch oft aus der Schule, auch um ihre Familie mit Lebensmitteln zu versorgen. Eines Nachts wird sie von Soldaten im Haus ihres Vaters erwischt. Die Soldaten erschießen den Vater und versuchen Langshu zu vergewaltigen, aber ihr kleiner Bruder erschießt die Soldaten, um sie zu retten. Nachdem sie den Vater begraben haben, versuchen die beiden heimlich in die Sicherheitszone zurückzukehren – Langshu dabei in einer japanischen Uniform verkleidet. Sie wird erkannt, es gelingt ihr jedoch nur knapp zu fliehen und Zuflucht in ihrem Wohnheim zu finden.
Ein anderes Mal, während Rabe, Rosen und Dr. Wilson mit dem japanischen Militärkommando verhandeln, kommt es zu einem Missverständnis zwischen Rabes chinesischem Fahrer und einem japanischen Offizier. Als Rabe zurückkehrt, ist der Fahrer verschleppt worden. Rabe kommt zu spät, um seinen Fahrer davor zu retten, geköpft zu werden, was als Teil eines berüchtigten Tötungswettstreits zwischen zwei japanischen Offizieren dargestellt wird. Er darf sich dann 20 Ersatzfahrer unter den anderen Gefangenen auswählen, wohl wissend, dass die restlichen Männer möglicherweise nicht mehr lange zu leben haben.
Bei all dem Stress werden Dr. Wilson und Rabe doch Freunde. Sie trinken, singen und spielen Klavier. Das Komitee feiert Weihnachten zusammen. Einige Pakete sind von der Außenwelt durchgekommen. Rabe bekommt sogar eines ohne Absender. Es ist ein Gugelhupf. Rabe wird ohnmächtig, als er begreift, dass seine Frau ihm diesen seinen Lieblingskuchen als geheime Botschaft geschickt haben muss, dass sie wohlauf ist. Seine Freunde eilen ihm zu Hilfe. Dr. Wilson entdeckt, dass Rabe Diabetiker ist und kein Insulin mehr hat. Dem Arzt gelingt es dann, etwas lebenswichtiges Insulin von den japanischen Behörden zu beschaffen.
Die Lage wird nach dem Weihnachtsfest immer verzweifelter. Rabe spendet seine letzten Ersparnisse, um Vorräte zu kaufen. Das japanische Militär plant, in die Sicherheitszone einzudringen, da sie von den versteckten chinesischen Soldaten erfahren haben. Der junge Major jedoch verrät Rosen dies heimlich und dass das diplomatische Korps bald zurückkehren wird. Als japanische Truppen vor den Toren der Zone aufmarschieren, formen chinesische Zivilisten gemeinsam mit dem internationalen Komitee menschliche Schutzschilde. Zwei japanische Panzer werden noch in Position gebracht, aber bevor ein Schuss fallen kann, signalisieren Sirenen die Rückkehr von westlichen Diplomaten und Journalisten. Die Japaner müssen aufgeben, aber auch Rabe muss kurz danach China verlassen.
Der Film endet, als Rabe Abschied nimmt. Mit einem kleinen Koffer in der Hand wird er von einer japanischen Eskorte durch die Ruinen von Nanking zum Hafen gebracht. Dort wird er von den Chinesen erkannt und bejubelt. Schließlich wird er auf dem Pier mit seiner Frau wieder vereint.

## Hintergrund

### Produktion
John Rabe wurde von Oktober 2007 bis Februar 2008 an Originalschauplätzen in China gedreht. Es ist eine Produktion von Hofmann & Voges Entertainment, EOS Entertainment und Majestic Filmproduktion in Koproduktion mit Pampa Production, Paris und Huayi Brothers, Peking sowie dem ZDF. Er wurde gefördert vom FilmFernsehFonds Bayern, dem Bayerischen Bankenfonds, dem Medienboard Berlin-Brandenburg, der Filmförderungsanstalt, dem Deutschen Filmförderfonds, dem Centre national de la cinématographie und dem MEDIA-Programm der Europäischen Union. Produziert wurde der Film von Mischa Hofmann, Benjamin Herrmann und Jan Mojto.

### Historische und politische Einflüsse
Die meisten Hauptfiguren sind historisch akkurat. Jedoch wird Rabes wichtige Mitstreiterin im Komitee für die Sicherheitszone für Zivilisten, Minnie Vautrin, Rektorin des Ginling Girls College, durch eine fiktive Valérie Dupres eines International Girls College ersetzt.
Radio China International meldete auf seiner japanischsprachigen Website am 1. April 2009, dass der Film in Japan nicht gezeigt werde, weil kein japanischer Filmverleih Interesse zeige. Der japanische Schauspieler Teruyuki Kagawa, der im Film den Prinzen Yasuhiko Asaka spielt, werde von der öffentlichen Meinung in Japan kritisiert. Kagawa meinte, es sei für viele Japaner schwierig, das Massaker von Nanking einzugestehen. Gallenberger soll von einem japanischen Verleiher der Vorschlag gemacht worden sein, alle Szenen mit Prinz Asaka zu entfernen, was er aber ablehnte.
Florian Gallenberger sagte in einem Interview, dass die Zusammenarbeit mit der chinesischen Zensur mühselig war. Das Resultat war dennoch zufriedenstellend. Internationale chinesisch-japanische Politik war da eher ein Störfaktor. Einmal wurde um der guten Beziehungen willen wegen eines größeren gemeinsamen Erdgasforschungsprojektes die Produktion angehalten. Als aber ein japanisches Schulbuch ohne Erwähnung des Nanjingmassakers veröffentlicht wurde, durfte wieder weitergemacht werden. Trotz der Androhung von beruflichen Benachteiligungen gegenüber den Darstellern und der Weigerung der Kinos, konnte der Film mit Unterstützung des japanischen Universitätsprofessors Kazuhara Arakawa in Japan doch vereinzelt aufgeführt werden.

### Veröffentlichung
Der Film hatte seine Welturaufführung am 7. Februar 2009 auf den 59. Internationalen Filmfestspielen von Berlin, wo John Rabe in der Nebenreihe Berlinale Special gezeigt wurde. Am 2. April 2009 startete er im Majestic Filmverleih in den Kinos. Bis Ende 2009 erreichte der Film in Deutschland ca. 175.000 Zuschauer. Bei Herstellungskosten von 18 Millionen Euro machte die Produktion mehrere Millionen Euro Verlust.
Am 31. Oktober 2011 zeigte das ZDF eine zweiteilige Fernsehfassung des Films, die mit zusätzlichen Szenen auf 172 Minuten verlängert war. Die Sendung erreichte mit 3,28 Mio. bzw. 3,22 Millionen Zuschauern Marktanteile von 10,2 % und 12,2 %.

## Kritik
Die Filmzeitschrift Cinema schrieb: „Seine kaum bekannte Geschichte erzählt dieser in allen Belangen gelungene Film – mit bewegenden Schicksalen, mit den Schauwerten des Krieges, vor allem aber mit großartigen Schauspielern. Auch wenn ‚John Rabe‘ hinter der Eindringlichkeit von Spielbergs Meisterwerk „Schindlers Liste“ zurückbleibt, lassen sich die beiden Filme durchaus vergleichen. Menschen, die im entscheidenden Moment über sich hinauswachsen, sind immer perfekte Kinohelden. Fazit: Bis zum rührseligen Schluss eine packende Story über Mut und Moral: Regisseur Florian Gallenberger gelingt damit ein Stück großes Kino aus Deutschland“.
Michael Kohler schrieb in der Frankfurter Rundschau vom 31. März 2009: „Zu keinem Zeitpunkt findet der Drehbuchautor und Regisseur angemessene Antworten auf John Rabes widersprüchlichen Charakter: Er belässt es dabei, Rabe nach dem japanischen Bombardement als aufopferungsvollen Tatmenschen zu porträtieren. So wird aus der historischen Heldengeschichte eine Flucht in die Genre-Konventionen. Auf Hollywood-Niveau, wie einige Kollegen schreiben, ist Gallenberger damit allerdings noch lange nicht. Natürlich wurde der Film mit einigem Aufwand produziert und wartet mit einer internationalen Besetzung auf. Doch wären Gallenbergers holprige Dialoge in Übersee ebenso wenig über die erste Drehbuch-Konferenz hinausgekommen wie der äußerst unglückliche Aufgalopp nazistischer Embleme, die als establishing shots in Zeit und Ort des Films einführen sollen. Für eine Oscar-Nominierung wird es womöglich trotzdem reichen und für den einen oder anderen Deutschen Filmpreis sowieso. Im Übrigen weiß man jetzt, dass auch ein schlechter Film dem Vermächtnis John Rabes nicht mehr schaden kann, als es ein halbes Jahrhundert Missachtung vermochte.“
Die Süddeutschen Zeitung schrieb: „Ein großer Film über einen großen Menschen … Ein eindrucksvolles Drama mit einem herausragenden Ulrich Tukur“.
Anderseits meinte Harald Eggebrecht – ebenfalls in der SZ – am 2. April 2009: „In der Absicht, möglichst alles zu „verfilmen“, gerät Gallenberger rasch ins vordergründige Abbilden und Herrichten von Tableaux, denen man den Ehrgeiz allzu sehr ansieht, großes Kino machen zu wollen. Außerdem verliert sich der Film in Nebenepisoden […]. Das mag alles mehr oder weniger korrekt sein, es weicht dennoch die Erzählkonsistenz und filmische Stringenz unnötig auf und lässt das ganze immer mehr zum größeren Fernsehspiel werden. […] So bleibt der zwiespältige Eindruck eines Films, der viel mehr wollte, als in der Guido-Knopp-Falle zu landen. Wenigstens dürfte er das Verdienst haben, den Namen John Rabes wirklich bekannt gemacht zu haben. Da aber in diesem Stoff eine Vielfalt an Geschichten steckt, kann man auf dramatischere, tiefergehende und auch politisch brisantere Filme hoffen.“
Rüdiger Suchsland schrieb in der FAZ am 2. April 2009: „Nun macht eine gute Geschichte aber noch lange keinen guten Film, wenn die Ideen fehlen und der Kopf des Regisseurs voll ist von den abgegriffenen Bildern des industriellen Geschichtskinos. Man müsste so einen Stoff mit Samthandschuhen anfassen und vorsichtig seine ganze Widersprüchlichkeit entfalten. Dazu fehlt Gallenberger aber der Mut. […] Da ist sie wieder, diese merkwürdige, fehlgeleitete Idee vom „großen“ Kino, die sich leider immer wieder im gleichen Typus von Historienfilm auslebt – als ob es schon groß wäre, wenn nur genug Statisten auf der Leinwand herumlaufen. Doch in seinen kleinen, ungebrochenen, sauberen Bildern, im Fehlen aller Brüche und Überraschungen ist dies dann doch stilistisch näher an schlechtem Fernsehen als an dem, was man gern auf der Kinoleinwand sähe.“
Peter Sandmeyer schrieb am 26. März 2009 im Stern unter der Überschrift „Der Schindler von China“: „Großes Kino! … Gallenberger hat in seinem Film nicht nur spektakulären Aufwand bei der Rekonstruktion der Ereignisse in Nanking betrieben und sich um größte historische Authentizität bemüht, sondern auch viele stille, intensive und kluge Szenen entwickelt, die diesen Helden und seinen Wandel charakterisieren. Und er hat in Ulrich Tukur einen genialen Darsteller gefunden. … Ein Nazi? Ein Held? Einfache Wahrheiten verlieren sich in diesem Film. Aus Schwarz und Weiß wird vielstufiges Grau.“

## Auszeichnungen
- 2009: Bayerischer Filmpreis 2008 für Mischa Hofmann, Benjamin Herrmann und Jan Mojto (Kategorie: Produzentenpreis) sowie Ulrich Tukur (Kategorie: Darstellerpreis männlich)
- 2009: Deutscher Filmpreis in den Kategorien Bester Spielfilm in Gold, Beste darstellerische Leistung – männliche Hauptrolle für Ulrich Tukur, Bestes Szenenbild für Tu Ju Hua, Bestes Kostümbild für Lisy Christl; ferner Nominierungen in den Kategorien Beste darstellerische Leistung – männliche Nebenrolle für Steve Buscemi, Beste Regie für Florian Gallenberger und Beste Kamera / Bildgestaltung  für Jürgen Jürges.[16]
- 2009: Friedenspreis des Deutschen Films – Die Brücke für Ulrich Tukur
- 2009: John-Rabe-Friedenspreis für Teruyuki Kagawa